# José Ros y Escoto
José Ros y Escoto (València, ? - 1876) fou un advocat, terratinent i polític valencià, pare de Mariano Ros Carsí. Abans de la revolució de 1868 fou membre del Partit Progressista, amb el fou elegit diputat a Corts Espanyoles de 1843. Fou elegit diputat novament pel districte de Sagunt a les eleccions generals espanyoles de 1871. Va seguir Práxedes Mateo Sagasta quan aquest va formar el Partit Constitucional, amb el que fou escollit novament diputat per Sagunt a les eleccions generals espanyoles d'abril de 1872.